# Brand New Morning / Jealousy Jealousy
Singles par Morning Musume
Sexy Cat no Enzetsu (...)
(2016) Jama Shinaide Here We Go! (...)
(2017)
Brand New Morning / Jealousy Jealousy (BRAND NEW MORNING／ジェラシー ジェラシー) est le titre officiel du 63e single de Morning Musume, en fait attribué à "Morning Musume。'17".

## Présentation
Le single, majoritairement écrit, composé et produit par Tsunku, sort le 8 mars 2017 au Japon sur le label zetima, trois mois et demi après le précédent single du groupe, Sexy Cat no Enzetsu / Mukidashi de Mukiatte / Sō ja nai. Il atteint la 2e place du classement hebdomadaire des ventes de l'Oricon.
C'est le premier disque (audio) que sort le groupe sous son appellation temporaire "Morning Musume '17" (モーニング娘。’17, prononcé « one seven ») utilisée durant l'année 2017. C'est cette fois un single "double face A" officiel (après une série de sept singles "triple face A"), contenant deux chansons principales et leurs versions instrumentales (Brand New Morning et Jealousy Jealousy). 
C'est le premier disque enregistré avec les deux nouvelles membres de la 13e génération intégrées en début d'année, Kaede Kaga et Reina Yokoyama ; c'est aussi le premier dans l'histoire du groupe à avoir été enregistré sans l'une de ses membres titulaires, en l'occurrence Masaki Satō, absente pour cause de blessure, qui ne figure pas sur la plupart des pochettes. 
Le single sort en deux éditions régulières différentes notées "A" et "B", avec des pochettes différentes et incluant une carte de collection (sur treize possible pour chaque édition de ce single : une de chacune des douze membres, excluant Satō absente, et une du groupe, en costumes de scène différents pour la "A" ou la "B"). Il sort également dans trois éditions limitées, notées "A", "B", et "SP" (spéciale), avec des pochettes différentes et contenant chacune un DVD différent en supplément ainsi qu'un ticket de loterie pour participer à une rencontre avec le groupe. 
L'édition limitée spéciale (SP) sort à l'occasion de la 20e année d'existence du groupe, et contient deux chansons en supplément enregistrées précédemment (avec Masaki Satō, qui figure sur sa pochette) : Morning Misoshiru, nouvelle version de Morning Coffee de 1998 enregistrée pour une promotion publicitaire, et Get you！, attribuée à "Sashining Musume" (collaboration Morning Musume / AKB48) et enregistrée avec Rino Sashihara du groupe HKT48.
Les deux chansons principales figureront sur l'album 15 Thank You, Too qui sortira en fin d'année (Jealousy Jealousy dans une version remaniée).

## Formation
Membres du groupe créditées sur le single :
- 9e génération : Mizuki Fukumura, Erina Ikuta
- 10e génération : Haruna Iikubo, Ayumi Ishida, Haruka Kudō
- 11e génération : Sakura Oda
- 12e génération : Haruna Ogata, Miki Nonaka, Maria Makino, Akane Haga
- 13e génération (début) : Kaede Kaga, Reina Yokoyama

Masaki Satō de la 10e génération, absente sur blessure, n'est créditée que sur la pochette de l'édition spéciale (SP), où elle a participé aux titres supplémentaires.

## Listes des titres
| 1. | Brand New Morning (BRAND NEW MORNING)                        | Shō Hoshibe / Hoshibe, Jean Luc Ponpon | 04:18 |
| 2. | Jealousy Jealousy (ジェラシー ジェラシー)                    | Tsunku (rap : U.M.E.D.Y.)              | 04:34 |
| 3. | Brand New Morning (instrumental) (BRAND NEW MORNING ...)     | ... / Hoshibe, Jean Luc Ponpon         | 04:18 |
| 4. | Jealousy Jealousy (instrumental) (ジェラシー ジェラシー ...) | Tsunku                                 | 04:34 |

| 1. | Brand New Morning (BRAND NEW MORNING)                        | Shō Hoshibe / Hoshibe, Jean Luc Ponpon | 04:18 |
| 2. | Jealousy Jealousy (ジェラシー ジェラシー)                    | Tsunku (rap : U.M.E.D.Y.)              | 04:34 |
| 3. | Morning Misoshiru (モーニングみそ汁)                         | Tsunku                                 | 04:30 |
| 4. | Get you！ (par Sashining Musume)                             | Yasushi Akimoto / Yusuke Itagaki       | 03:43 |
| 5. | Brand New Morning (instrumental) (BRAND NEW MORNING ...)     | ... / Hoshibe, Jean Luc Ponpon         | 04:18 |
| 6. | Jealousy Jealousy (instrumental) (ジェラシー ジェラシー ...) | Tsunku                                 | 04:34 |

| 1. | Brand New Morning (Music Video) (BRAND NEW MORNING ...) |  |

| 1. | Jealousy Jealousy (Music Video) (ジェラシー ジェラシー ...) |  |

| 1. | Morning Misoshiru (Music Video) (モーニングみそ汁)              |  |
| 2. | Brand New Morning (Dance Shot Ver.) (BRAND NEW MORNING ...)     |  |
| 3. | Jealousy Jealousy (Dance Shot Ver.) (ジェラシー ジェラシー ...) |  |